# Degrado ambientale

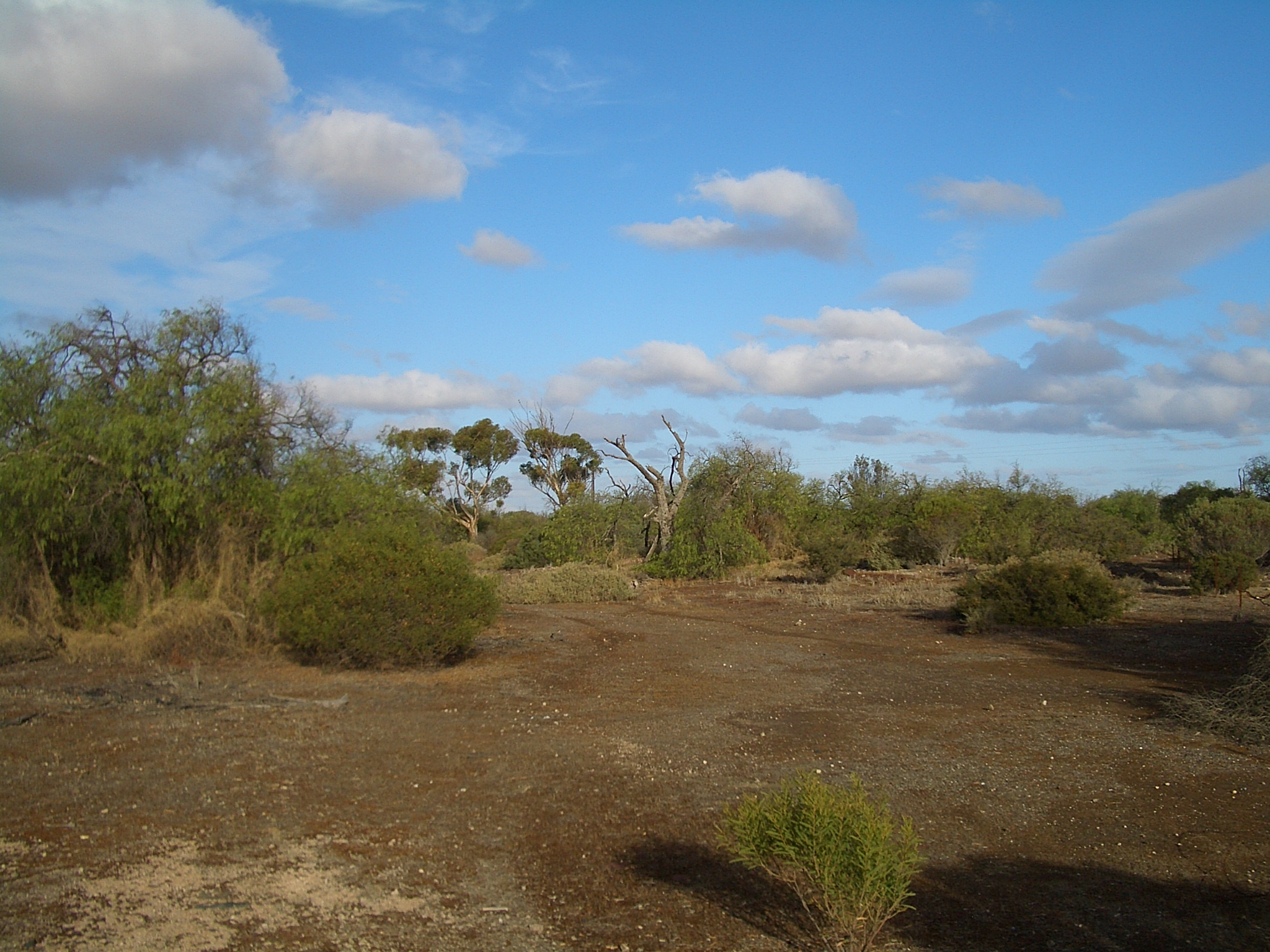
Oltre ottant'anni dopo l'abbandono delle miniere di Wallaroo (Kadina, South Australia), i muschi rimangono l'unica vegetazione in alcuni punti del terreno del sito.

Con degrado ambientale si intende il deterioramento dell'ambiente causato dall'impoverimento delle risorse naturali: l'aria, l'acqua ed il suolo, la distruzione di ecosistemi e l'estinzione di flora e fauna selvatica.
Il degrado ambientale è una delle problematiche ufficialmente proclamate dal Comitato per le minacce ad alto rischi delle Nazioni Unite. L'Istituto delle Risorse Mondiali (World Resources Institute), il Programma delle Nazioni Unite per l'Ambiente (UNEP), il Programma delle Nazioni Unite per lo Sviluppo (UNDP), e la Banca Internazionale per la Ricostruzione e lo Sviluppo hanno reso pubblica un'importante ricerca del 1º maggio 1998 sulla salute dell'ambiente mondiale.
L'Istituto delle Risorse Mondiali (World Resources Institute) ha dedicato un capitolo del rapporto World Resources 1998-99 al Cambiamento ambientale e la salute umana, che descrive come sia ancora alta l'incidenza di morti premature e malattie, che potrebbero essere evitate con la prevenzione.

## Perdita di biodiversità

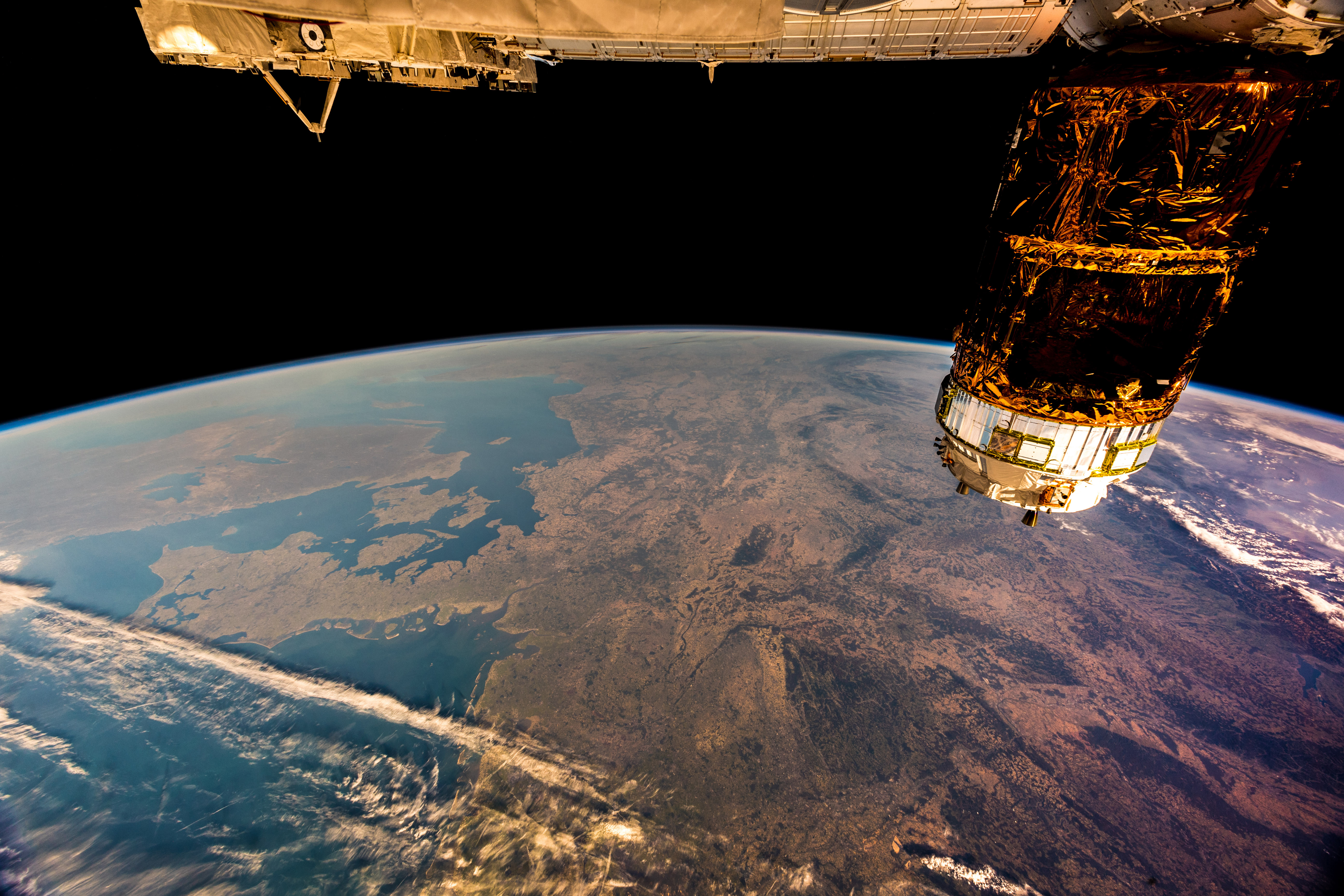
Deforestazione in Europa nel 2018. Il continente ha la percentuale più bassa di foresta nativa al mondo.

Gli scienziati affermano che l'attività umana ha spinto la Terra a un sesto evento di estinzione di massa. La perdita di biodiversità è stata attribuita in particolare alla sovrappopolazione umana, alla continua crescita della popolazione umana e al consumo eccessivo di risorse naturali da parte dei paesi più ricchi del mondo. Un rapporto del 2020 del World Wildlife Fund ha rilevato che l'attività umana - in particolare il consumo eccessivo, la crescita della popolazione e l'agricoltura intensiva - ha distrutto il 68% della fauna selvatica dei vertebrati dal 1970. Il Global Assessment Report on Biodiversity and Ecosystem Services, pubblicato dall'IPBES delle Nazioni Unite nel 2019, ipotizza che circa un milione di specie di piante e animali rischiano l'estinzione per cause antropogeniche, come l'espansione dell'uso del suolo umano per l'agricoltura industriale e l'allevamento di bestiame, insieme alla pesca eccessiva.
Dall'inizio dell'agricoltura oltre 11.000 anni fa, gli esseri umani hanno alterato circa il 70% della superficie terrestre, con la biomassa globale della vegetazione ridotta della metà e le comunità di animali terrestri che hanno visto un calo della biodiversità superiore al 20% in media. Uno studio del 2021 afferma che solo il 3% della superficie terrestre del pianeta è ecologicamente intatto, ossia che ha aree con popolazioni sane di specie animali autoctone e poca o nessuna impronta umana. Molti di questi ecosistemi intatti si trovavano in aree abitate da popolazioni indigene.
Le implicazioni di queste perdite per i mezzi di sussistenza e il benessere umani hanno sollevato serie preoccupazioni. Per quanto riguarda il settore agricolo, ad esempio, The State of the World's Biodiversity for Food and Agriculture, pubblicato dall'Organizzazione delle Nazioni Unite per l'alimentazione e l'agricoltura nel 2019, afferma che “i paesi riferiscono che molte specie che contribuiscono ai servizi ecosistemici vitali, inclusi gli impollinatori, i nemici naturali dei parassiti, gli organismi del suolo e le specie alimentari selvatiche, sono in declino a causa della distruzione e del degrado degli habitat, dell'eccessivo sfruttamento, dell'inquinamento e di altri minacce” e che “gli ecosistemi chiave che forniscono numerosi servizi essenziali per l'alimentazione e l'agricoltura, tra cui la fornitura di acqua dolce, la protezione dai rischi e la fornitura di habitat per specie come pesci e impollinatori, sono in declino”.

### Impatti del degrado ambientale sui mezzi di sussistenza delle donne
Sul modo in cui la perdita di biodiversità e il degrado degli ecosistemi incidono sui mezzi di sussistenza, l'Organizzazione delle Nazioni Unite per l'alimentazione e l'agricoltura rileva anche che in contesti di terre e ecosistemi degradati nelle aree rurali, sia le ragazze che le donne sopportano carichi di lavoro più pesanti. Ciò implica, ad esempio, viaggi più lunghi per procurarsi beni di prima necessità e una maggiore esposizione ai rischi di tratta di esseri umani, stupri e violenze sessuali.

## Degrado dell'acqua

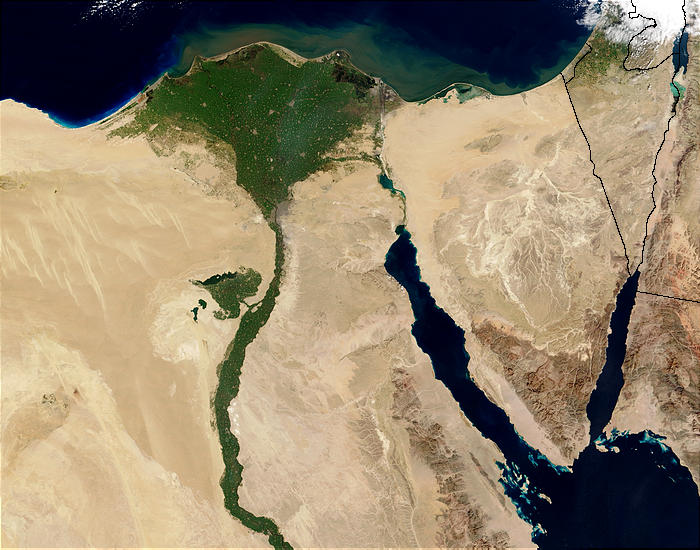
La mossa dell'Etiopia di riempire il bacino idrico della Grand Ethiopian Renaissance Dam potrebbe ridurre i flussi del Nilo fino al 25% e devastare i terreni agricoli egiziani.

Una delle componenti principali del degrado ambientale è l'esaurimento della risorsa di acqua dolce sulla Terra. Approssimativamente solo il 2,5% di tutta l'acqua sulla Terra è acqua dolce, mentre il resto è acqua salata. Il 69% dell'acqua dolce è congelata nelle calotte polari situate in Antartide e Groenlandia, quindi solo il 30% del 2,5% dell'acqua dolce è disponibile per il consumo. L'acqua dolce è una risorsa eccezionalmente importante, dal momento che la vita sulla Terra dipende in definitiva da essa. L'acqua trasporta sostanze nutritive, minerali e sostanze chimiche all'interno della biosfera a tutte le forme di vita, sostiene sia le piante che gli animali e modella la superficie della Terra con il trasporto e la deposizione di materiali.
Gli attuali tre principali usi dell'acqua dolce rappresentano il 95% del suo consumo; circa l'85% viene utilizzato per l'irrigazione di terreni agricoli, campi da golf e parchi, il 6% viene utilizzato per scopi domestici come usi balneari interni e uso di giardini e prati all'aperto e il 4% viene utilizzato per scopi industriali come lavorazione, lavaggio e raffreddamento nei centri di produzione. Si stima che una persona su tre in tutto il mondo stia già affrontando carenze idriche, quasi un quinto della popolazione mondiale vive in aree di scarsità fisica di acqua e quasi un quarto della popolazione mondiale vive in un paese in via di sviluppo che non dispone delle infrastrutture necessarie per utilizzare l'acqua proveniente dai fiumi e dalle falde acquifere disponibili. La scarsità d'acqua è un problema crescente a causa di molti problemi previsti per il futuro, tra cui la crescita della popolazione, l'aumento dell'urbanizzazione, standard di vita più elevati e il cambiamento climatico.

### Cambiamenti climatici e temperatura
La traspirazione delle piante può essere influenzata da un aumento della CO2 atmosferica, che può diminuire il loro utilizzo di acqua, ma può anche aumentare il loro utilizzo di essa da possibili aumenti di superficie fogliare. L'aumento della temperatura può ridurre la stagione della neve in inverno e aumentare l'intensità dello scioglimento della neve portando al picco di deflusso di questa, influenzando l'umidità del suolo, i rischi di inondazioni, siccità e le capacità di stoccaggio a seconda dell'area.
Le temperature invernali più calde causano una diminuzione del manto nevoso, che può comportare una diminuzione delle risorse idriche durante l'estate. Ciò è particolarmente importante alle medie latitudini e nelle regioni montane che dipendono dal deflusso glaciale per ricostituire i loro sistemi fluviali e le riserve idriche sotterranee, rendendo queste aree sempre più vulnerabili alla scarsità d'acqua nel tempo; un aumento della temperatura comporterà inizialmente un rapido aumento dell'acqua che si scioglie dai ghiacciai in estate, seguito da un ritiro di essi, una diminuzione dello scioglimento e di conseguenza dell'approvvigionamento idrico ogni anno poiché le dimensioni di questi ghiacciai diventano sempre più piccole.
L'espansione termica dell'acqua e l'aumento dello scioglimento dei ghiacciai oceanici dovuto all'aumento della temperatura lasciano il posto all'innalzamento del livello del mare. Ciò può influire anche sull'approvvigionamento di acqua dolce nelle zone costiere. Poiché le foci e i delta dei fiumi con una maggiore salinità vengono spinti più nell'entroterra, un'intrusione di acqua salata si traduce in un aumento della salinità nei bacini idrici e nelle falde acquifere. L'innalzamento del livello del mare può anche essere conseguentemente causato dall'esaurimento delle acque sotterranee, poiché i cambiamenti climatici possono influenzare il ciclo idrologico in diversi modi. La distribuzione irregolare dell'aumento delle temperature e dell'aumento delle precipitazioni in tutto il mondo si traduce in eccedenze e deficit d'acqua, ma una diminuzione globale delle acque sotterranee suggerisce un aumento del livello del mare, anche dopo aver tenuto conto dell'acqua di disgelo e dell'espansione termica, che può fornire un feedback positivo sui problemi che l'innalzamento del livello del mare causa all'approvvigionamento di acqua dolce.
Un aumento della temperatura dell'aria provoca un aumento della temperatura dell'acqua, che è anche molto significativo nella degradazione dell'acqua poiché essa diventerebbe più suscettibile alla crescita batterica. Un aumento della temperatura dell'acqua può anche influenzare notevolmente gli ecosistemi a causa della sensibilità di una specie alla temperatura e anche inducendo cambiamenti nel sistema di autodepurazione di un corpo idrico a causa della diminuzione delle quantità di ossigeno disciolto nell'acqua a causa dell'aumento della temperatura.

### Cambiamenti climatici e precipitazioni
Si prevede anche che un aumento delle temperature globali sia correlato a un aumento delle precipitazioni globali, ma a causa dell'aumento del deflusso, delle inondazioni, dell'aumento dei tassi di erosione del suolo e del movimento di massa della terra, è probabile un calo della qualità dell'acqua, perché mentre l'acqua trasporterà di più nutrienti porterà anche più contaminanti. Mentre la maggior parte dell'attenzione sui cambiamenti climatici è rivolta al riscaldamento globale e all'effetto serra, è probabile che alcuni degli effetti più gravi dei cambiamenti climatici provengano dai cambiamenti delle precipitazioni, dall'evapotraspirazione, deflusso e umidità del suolo.
I modelli climatici mostrano che mentre alcune regioni dovrebbero aspettarsi un aumento delle precipitazioni, come ai tropici e alle latitudini più elevate, altre aree dovrebbero vedere una diminuzione, come nelle subtropicali. Ciò alla fine causerà una variazione latitudinale nella distribuzione dell'acqua. Ci si aspetta che anche le aree che ricevono più precipitazioni ricevano questo aumento durante il loro inverno e diventino effettivamente più asciutte durante la loro estate, creando una variazione ancora maggiore della distribuzione delle precipitazioni. Naturalmente, la distribuzione delle precipitazioni in tutto il pianeta è molto irregolare, causando variazioni costanti nella disponibilità di acqua nelle rispettive località.
I cambiamenti nelle precipitazioni influenzano i tempi e l'entità di inondazioni e siccità, spostano i processi di deflusso e alterano i tassi di ricarica delle acque sotterranee. I modelli di vegetazione e i tassi di crescita saranno direttamente influenzati dai cambiamenti nella quantità e nella distribuzione delle precipitazioni, che a loro volta influenzeranno l'agricoltura e gli ecosistemi naturali. La diminuzione delle precipitazioni priverà le aree d'acqua causando la caduta delle falde acquifere e lo svuotamento dei bacini idrici di zone umide, fiumi e laghi. Inoltre, si verificherà un possibile aumento dell'evaporazione e dell'evapotraspirazione, a seconda dell'aumento della temperatura accompagnato. Le riserve idriche sotterranee saranno esaurite e l'acqua rimanente ha maggiori possibilità di essere di scarsa qualità a causa di soluzioni saline o contaminanti sulla superficie terrestre.

### Crescita della popolazione

Grafico della popolazione umana dal 10000 a.C. al 2000 d.C. Mostra un aumento di sette volte della popolazione mondiale che ha avuto luogo dalla fine del diciassettesimo secolo.

L'acqua dolce disponibile influenzata dal clima viene estesa a una popolazione globale in costante aumento. Si stima che quasi un quarto della popolazione mondiale viva in un'area che utilizza più del 20% della propria fornitura di acqua rinnovabile; il consumo d'acqua aumenterà con la popolazione, mentre l'approvvigionamento idrico è anche aggravato dalla diminuzione del flusso d'acqua e delle acque sotterranee causate dai cambiamenti climatici. Anche se alcune aree possono vedere un aumento dell'approvvigionamento di acqua dolce a causa di una distribuzione non uniforme dell'aumento delle precipitazioni, si prevede un maggiore utilizzo dell'approvvigionamento idrico.
Un aumento della popolazione significa maggiori prelievi dall'approvvigionamento idrico per usi domestici, agricoli e industriali, il più grande dei quali è l'agricoltura, ritenuto il principale fattore non climatico del cambiamento ambientale e del deterioramento dell'acqua. I decenni fino al 2050 saranno probabilmente l'ultimo periodo di rapida espansione agricola, ma la popolazione più numerosa e ricca in questo periodo richiederà più agricoltura.
L'aumento della popolazione negli ultimi due decenni, almeno negli Stati Uniti, è stato anche accompagnato da uno spostamento verso un aumento delle aree urbane dalle aree rurali, che concentra la domanda di acqua in determinate aree e pone l'accento sulla approvvigionamento di acqua dolce da contaminanti industriali e umani. L'urbanizzazione provoca sovraffollamento e condizioni di vita sempre più insalubri, soprattutto nei paesi in via di sviluppo, che a loro volta espongono un numero sempre maggiore di persone alle malattie. Circa il 79% della popolazione mondiale si trova nei paesi in via di sviluppo, che non hanno accesso all'acqua sanitaria e ai sistemi fognari, causando malattie e decessi a causa dell'acqua contaminata e un aumento del numero di insetti portatori di malattie.

### Agricoltura

Il tasso di perdita di copertura arborea globale è circa raddoppiato dal 2001, fino a una perdita annuale che si avvicina a un'area delle dimensioni dell'Italia.

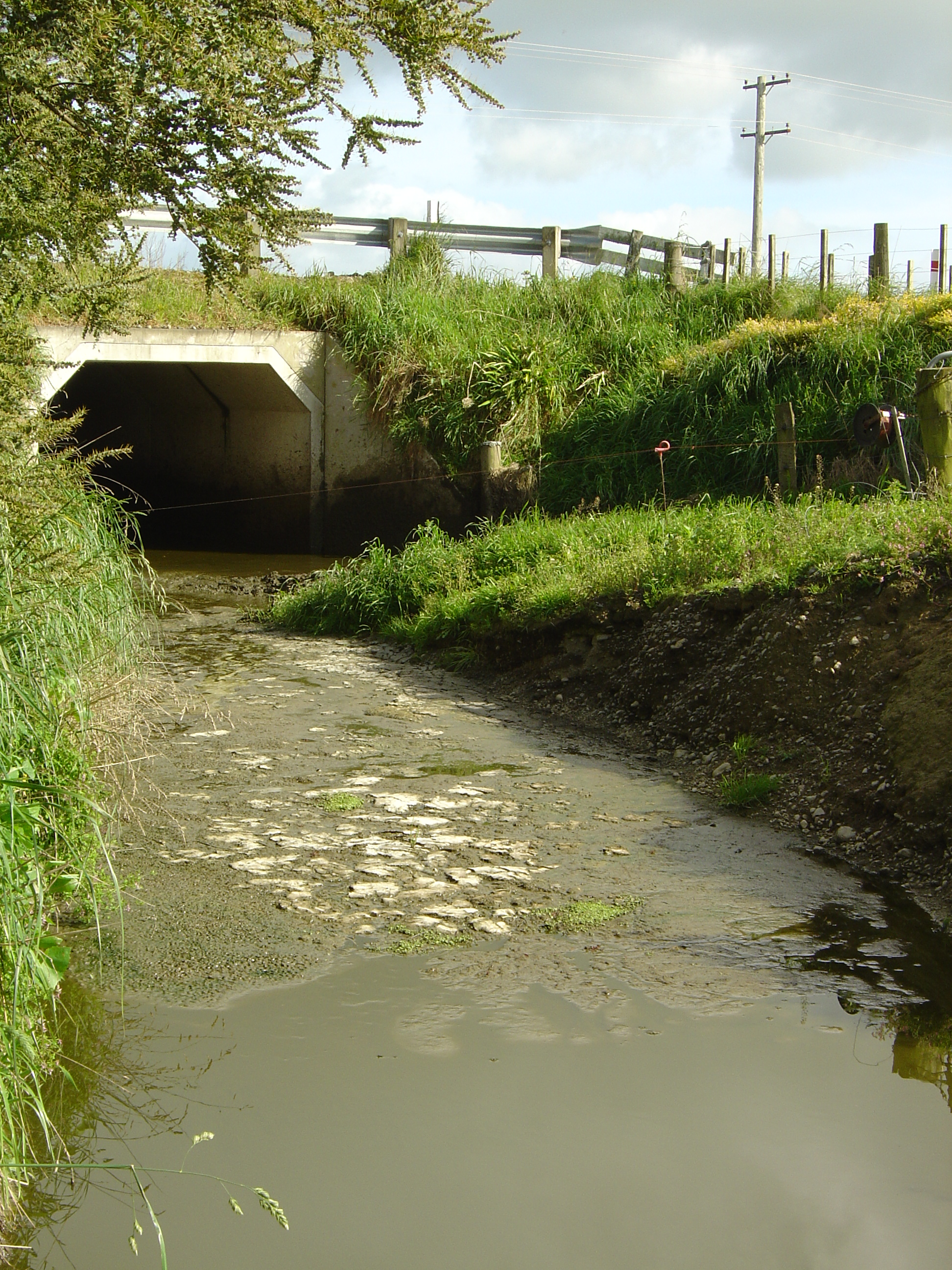
Inquinamento idrico dovuto all'allevamento di prodotti lattiero-caseari nel Wairarapa in Nuova Zelanda

Nelle aree con precipitazioni in diminuzione, come previsto dai modelli climatici, l'umidità del suolo può essere notevolmente ridotta. Infatti l'agricoltura nella maggior parte delle aree ha già bisogno di irrigazione, che esaurisce le riserve di acqua dolce sia per l'uso fisico dell'acqua che per il degrado che l'agricoltura provoca all'acqua. L'irrigazione aumenta il contenuto di sale e nutrienti in aree che normalmente non sarebbero interessate e danneggia corsi d'acqua e fiumi a causa dello sbarramento e della rimozione dell'acqua. Il fertilizzante entra nei flussi di rifiuti umani e del bestiame che alla fine entrano nelle acque sotterranee, mentre l'azoto, il fosforo e altre sostanze chimiche dei fertilizzanti possono acidificare sia il suolo che l'acqua. Alcune richieste agricole possono aumentare più di altre con una popolazione globale sempre più ricca e la carne è una merce che dovrebbe raddoppiare la domanda alimentare globale entro il 2050, che incide direttamente sulla fornitura globale di acqua dolce. Le mucche hanno bisogno di molta acqua da bere, in quantità maggiore se la temperatura è alta e l'umidità è bassa, e più ancora se il sistema di produzione in cui si trova la mucca è esteso, poiché trovare il cibo richiede più fatica. L'acqua è necessaria nella lavorazione della carne e anche nella produzione di mangimi per il bestiame. Il letame può contaminare i corpi d'acqua dolce e i macelli, a seconda di come vengono gestiti, contribuiscono con rifiuti come sangue, grasso, capelli e altri contenuti corporei alle forniture di acqua dolce.
Il trasferimento di acqua dall'uso agricolo a quello urbano e suburbano solleva preoccupazioni in merito alla sostenibilità dell'agricoltura, al declino socioeconomico rurale, alla sicurezza alimentare, all'aumento dell'impronta carbonica dal cibo importato e alla diminuzione della bilancia commerciale estero. L'esaurimento dell'acqua dolce, applicato ad aree più specifiche e popolate, aumenta la scarsità di acqua dolce tra la popolazione e le rende anche suscettibili a conflitti economici, sociali e politici in diversi modi; l'innalzamento del livello del mare costringe alla migrazione dalle aree costiere ad altre aree più interne, spingendo le popolazioni più vicine tra loro violando i confini e altri modelli geografici, e le eccedenze e i deficit agricoli derivanti dalla disponibilità di acqua provocano problemi commerciali ed economici ad alcune aree. Il cambiamento climatico è una causa importante di migrazione involontaria e sfollamento forzato. Secondo l'Organizzazione delle Nazioni Unite per l'alimentazione e l'agricoltura, le emissioni globali di gas serra dall'agricoltura animale superano quelle dei trasporti.

### Gestione dell'acqua

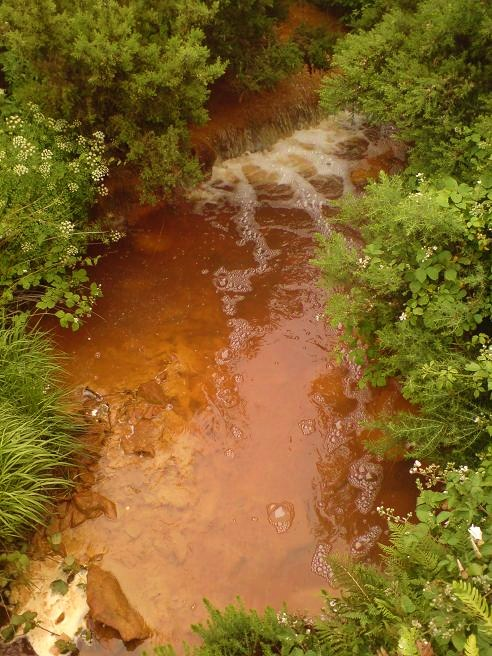
Un ruscello nella città di Amlwch contaminato dal drenaggio acido dell'ex miniera di rame nella vicina montagna di Parys.

La questione dell'esaurimento dell'acqua dolce ha stimolato maggiori sforzi nella gestione dell'acqua stessa. Sebbene i sistemi di gestione dell'acqua siano spesso flessibili, l'adattamento alle nuove condizioni idrologiche può essere molto costoso. Sono necessari approcci preventivi per evitare costi elevati di inefficienza e la necessità di risanamento dell'approvvigionamento idrico, e innovazioni per ridurre la domanda complessiva possono essere importanti nella pianificazione della sostenibilità idrica.
I sistemi di approvvigionamento idrico, così come esistono in epoca moderna, erano basati sui presupposti del clima attuale e costruiti per accogliere i flussi fluviali esistenti e le frequenze delle inondazioni. Riesaminare i progetti ingegneristici, le operazioni, le ottimizzazioni e la pianificazione, nonché rivalutare gli approcci legali, tecnici ed economici per gestire le risorse idriche sono molto importanti per il futuro della gestione dell'acqua in risposta al degrado di essa. Un altro approccio è la privatizzazione dell'acqua; nonostante i suoi effetti economici e culturali, la qualità del servizio e la qualità complessiva dell'acqua possono essere più facilmente controllate e distribuite. La razionalità e la sostenibilità sono appropriate e richiedono limiti allo sfruttamento eccessivo, all'inquinamento e sforzi per la conservazione dell'acqua e dell'ambiente in generale.